# Средняя (Тульская область)
Средняя — деревня в Чернском районе Тульской области России.
В рамках административно-территориального устройства относится к Новопокровской сельской администрации Чернского района, в рамках организации местного самоуправления включается в Липицкое сельское поселение.

## География
Деревня находится в юго-западной части Тульской области, в лесостепной зоне, в пределах Среднерусской возвышенности, на левом берегу реки Розки, к северу от автодороги 70К-165, на расстоянии примерно 19 километров (по прямой) к юго-востоку от рабочего посёлка Чернь, административного центра района.

### Климат
Климат характеризуется как умеренно континентальный, с умеренно холодной снежной зимой и тёплым летом. Среднегодовая многолетняя температура воздуха составляет +3,8 °С. Средняя температура воздуха самого холодного месяца (января) — −10,5 °C (абсолютный минимум — −42 °C), средняя температура самого тёплого (июля) — +18,1 °С (абсолютный максимум — +37  °С). Безморозный период длится около 146 дней. Продолжительность периода активной вегетации растений (со среднесуточной температурой воздуха выше 10 °C) составляет 137 дней. Среднегодовое количество атмосферных осадков составляет 806 мм, из которых большая часть (454 мм) выпадает в тёплый период. Снежный покров держится в течение примерно 139 дней. Среднегодовая скорость ветра составляет 4,5 м/с.

### Часовой пояс
Деревня Средняя, как и вся Тульская область, находится в часовой зоне МСК (московское время). Смещение применяемого времени относительно UTC составляет +3:00.

## Население
| 2010 |
| ---- |
| 0    |

### Национальный состав
Согласно результатам переписи 2002 года, в национальной структуре населения русские составляли 100 % из 5 чел.